# Kleszczno (jezioro)
Kleszczno (też Krystyna, niem. Klestin See) – jezioro rynnowe w Polsce, położone w województwie zachodniopomorskim, w powiecie drawskim, w gminie Złocieniec.
Akwen leży na Pojezierzu Drawskim, około 1000 metrów na północ od Złocieńca. Jezioro otoczone lasami, w dużym stopniu poddane procesowi eutrofizacji.